# Malcolm Brooks
Malcolm Brooks (Brooklyn, 22 febbraio 1992) è un ex cestista statunitense.